# Liste des mosquées de Tunis

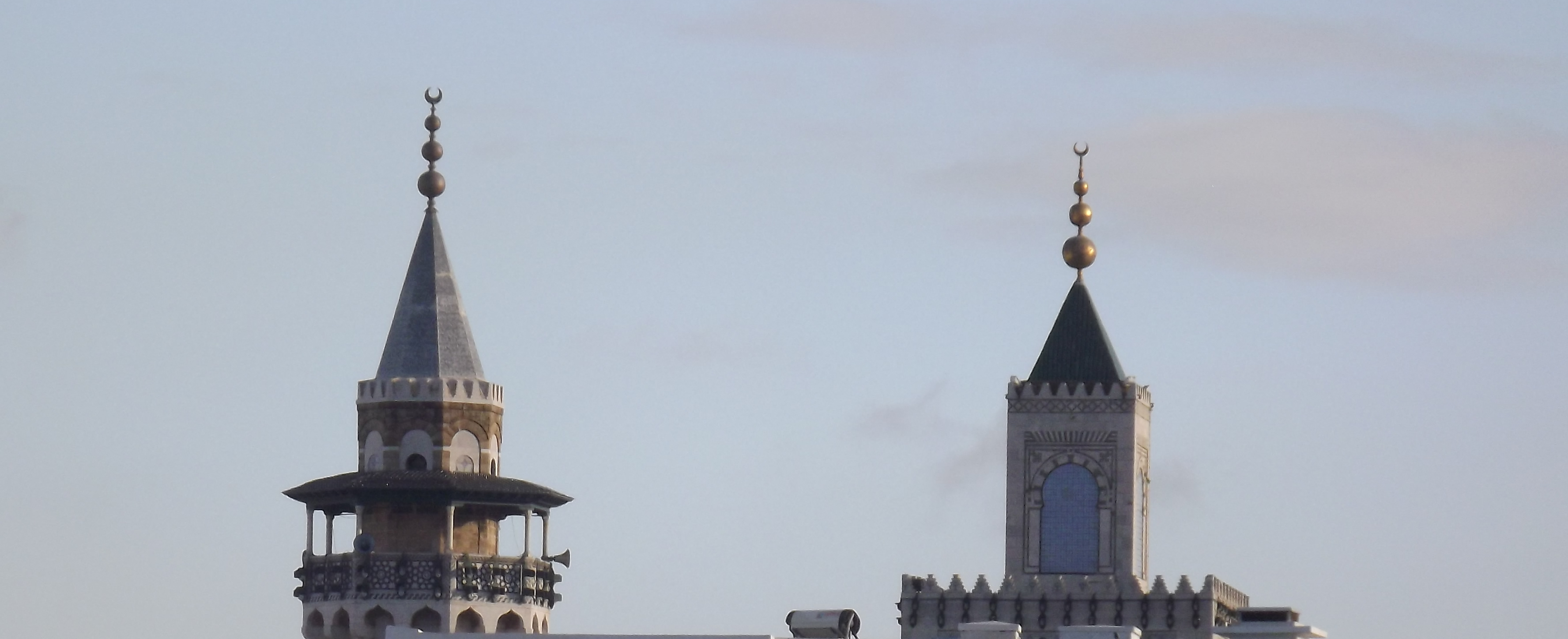
Minarets de la mosquée Zitouna (à droite) et de la mosquée Hammouda-Pacha (à gauche).

Cet article recense les mosquées de Tunis, en Tunisie, les principales étant situées dans la médina.
La plus connue et plus ancienne d'entre elles est la mosquée Zitouna, située au centre de la médina de Tunis, formant ainsi le noyau de la cité.
Désormais, il existe de nombreuses mosquées à travers la ville par suite de la croissance et de la diversification de sa population. Celle-ci a conduit à l'apparition de mosquées aux styles architecturaux variés.

## Mosquée Zitouna

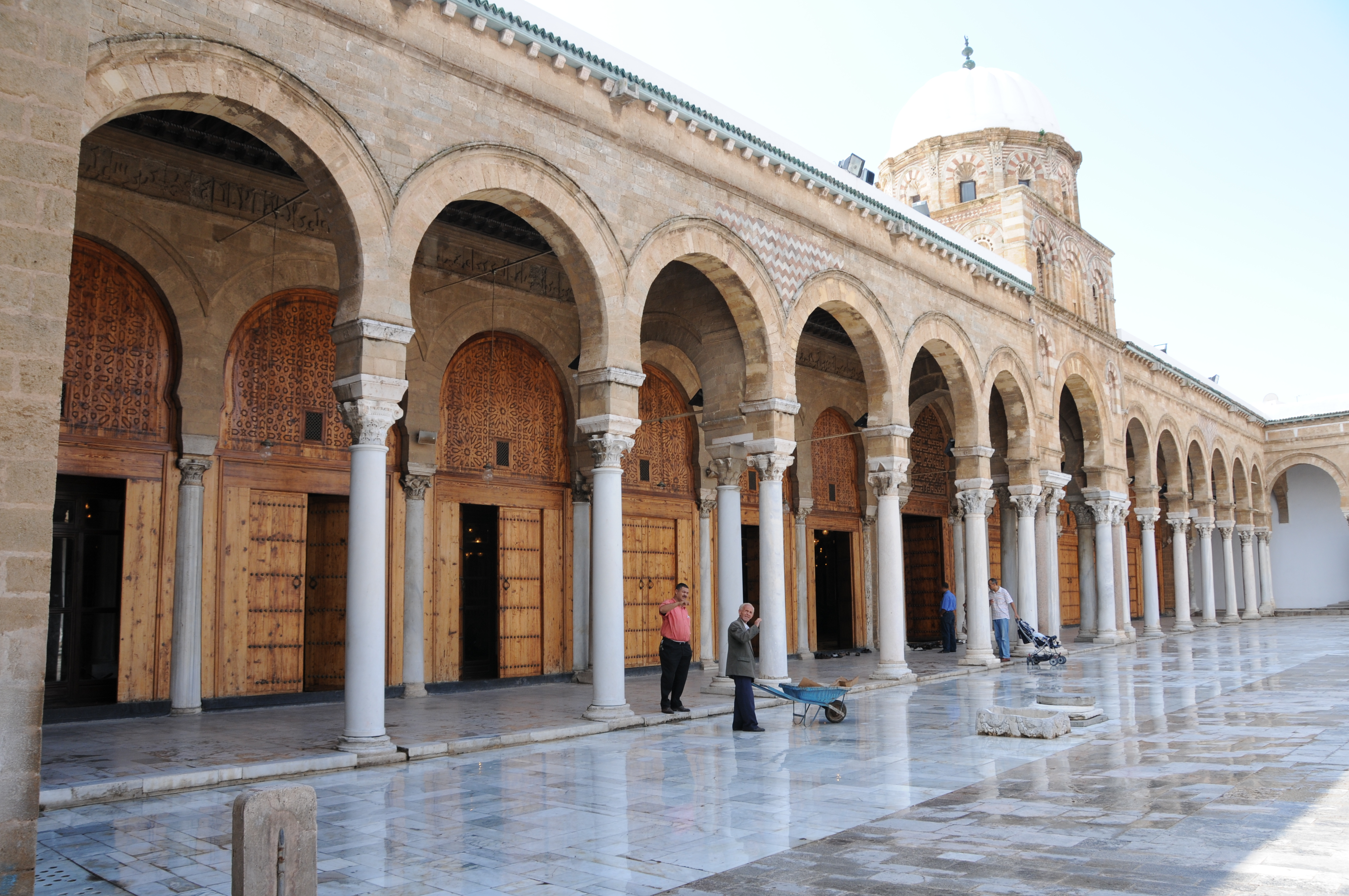
Mosquée Zitouna.

Cette mosquée est la principale mosquée de la médina de Tunis et la plus ancienne de la capitale. Fondée en 698 sur ordre de Hassan Ibn Numan et finalisée par Abdallah ibn al-Habhab en 732, elle est considérée comme la deuxième plus ancienne mosquée du pays après la grande mosquée de Kairouan. La mosquée a longtemps constitué un poste défensif tourné vers la mer, deux tours de surveillance subsistant dans les angles nord-est et sud-est du bâtiment.
C'est aussi la plus grande de la ville : érigée sur une superficie de quelque 5 000 m2, elle est dotée de neuf entrées et possède 184 colonnes antiques provenant essentiellement du site de Carthage.

## Mosquée Al Haliq
Cette mosquée est située au numéro 32 du souk El Silah, près de la rue El Marr et de Bab Jedid.

## Mosquée Bab Bhar
Cette mosquée est située à l'impasse Helket Ez-Zitoun, près de Bab El Bhar.

## Mosquée Hammouda-Pacha

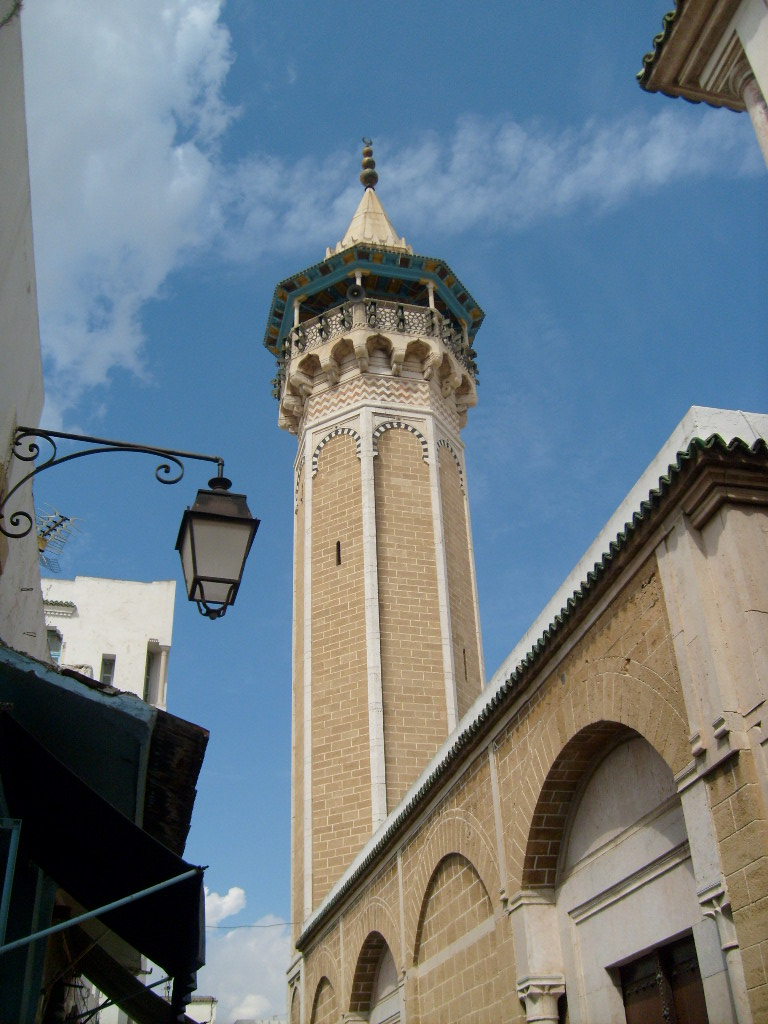
Mosquée Hammouda-Pacha.

Cette mosquée est construite en 1655 par Hammouda Pacha, bey de Tunis, qui lui donne son nom. Elle est considérée comme un monument historique depuis le 13 mars 1912.
Le règne de ce bey a duré 35 ans, une durée suffisante pour lui permettre de bâtir de nombreux monuments civils et religieux, dont la mosquée.

## Mosquée de la Kasbah
Située sur la place de la Kasbah à Tunis, la mosquée du même nom est édifiée de 1231 à 1235 par l'architecte Ali ibn Mohamed ibn Kacem, sur ordre du fondateur de la dynastie hafside Abû Zakariyâ Yahyâ.

## Mosquée des Teinturiers
Située dans la médina, sur la rue des Teinturiers, la mosquée du même nom est construite en 1726 sur ordre de Hussein Ben Ali, le fondateur de la dynastie husseinite.

## Mosquée Saheb Ettabaâ

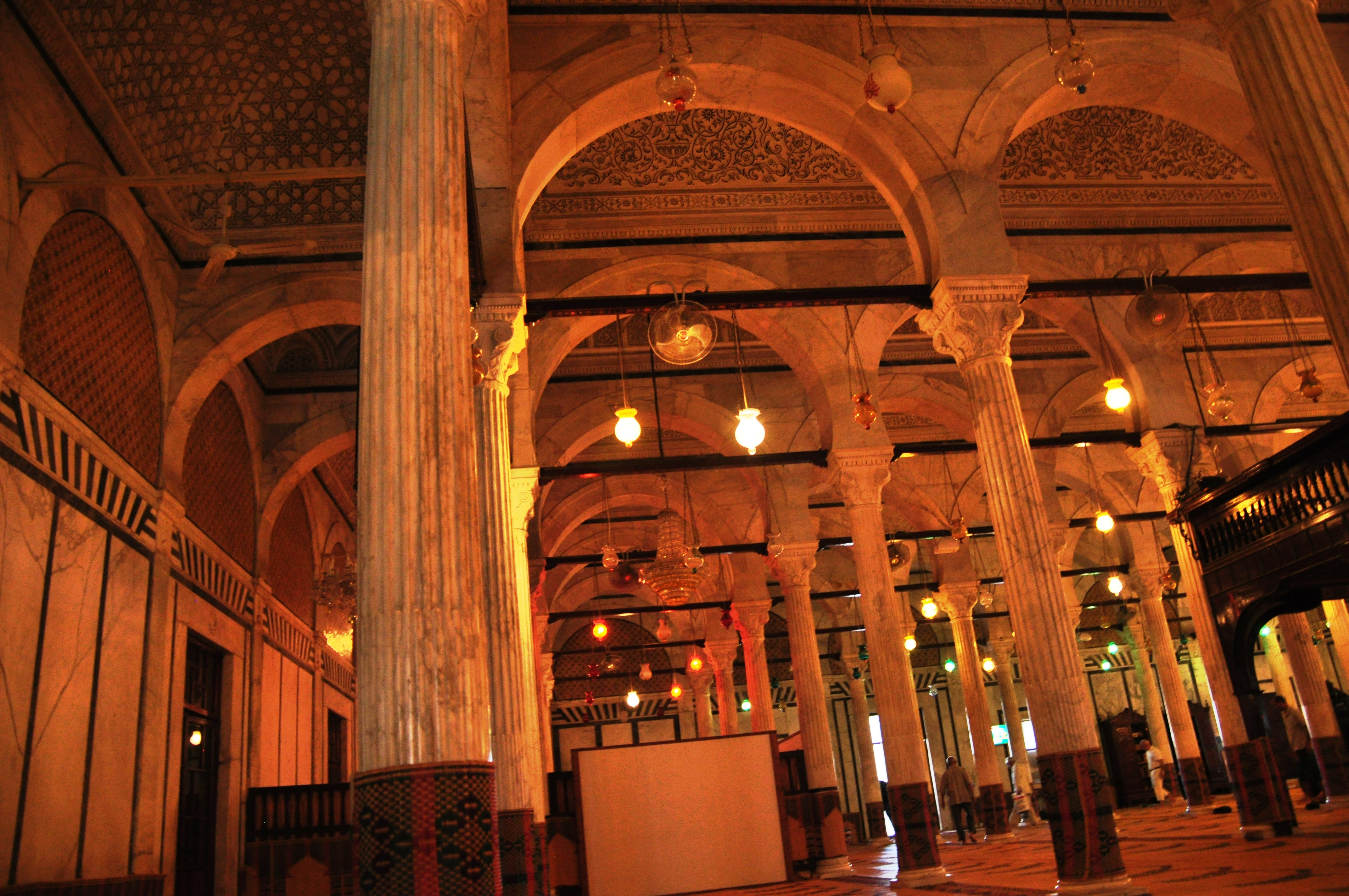
Mosquée Saheb Ettabaâ.

La mosquée Saheb Ettabaâ est la seule à ne pas être construite par un bey ou un dey, mais par le ministre Youssef Saheb Ettabaâ en 1808.

## Mosquée El Hawa

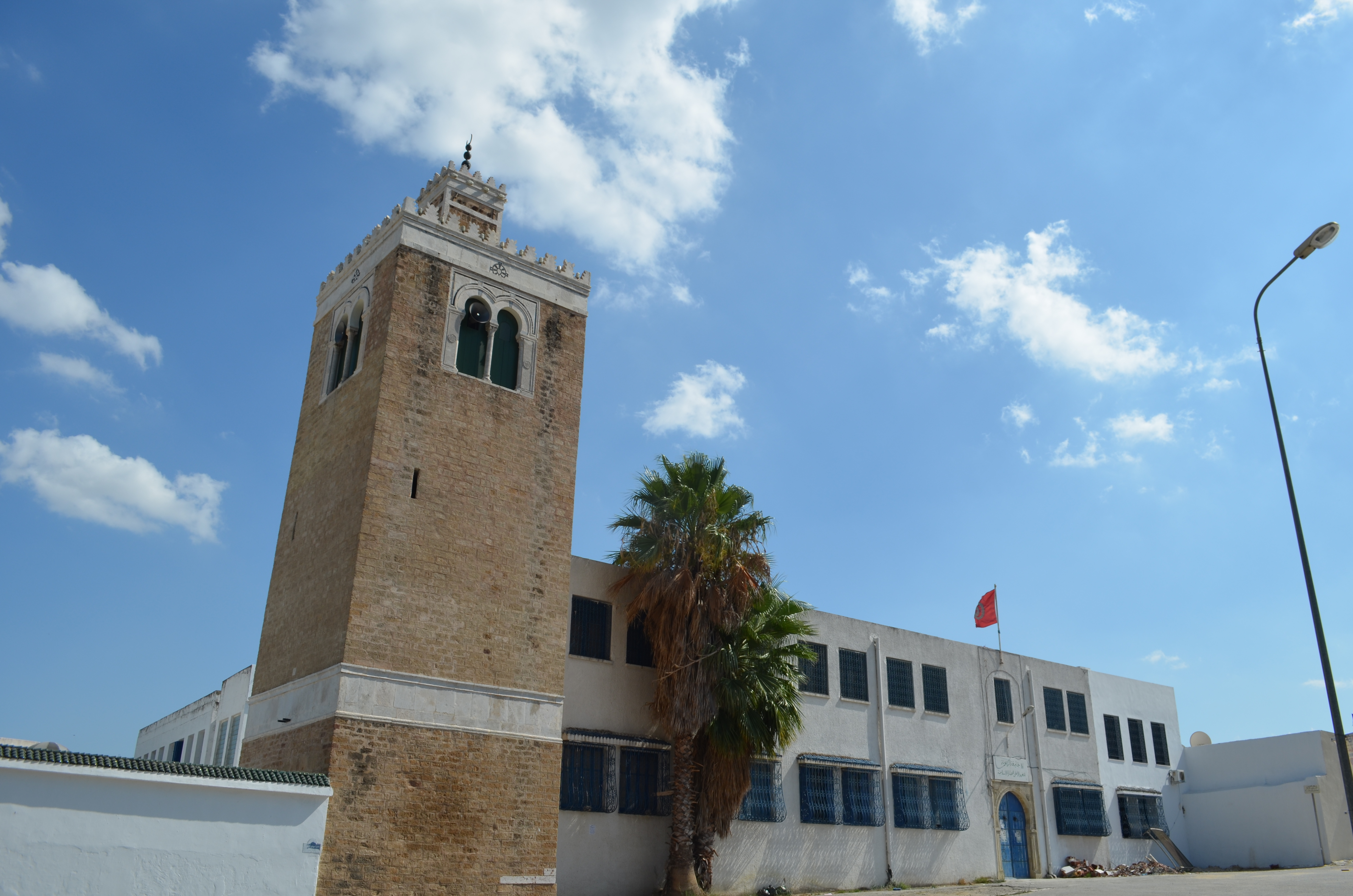
Mosquée El Hawa.

La mosquée El Hawa est édifiée sur les hauteurs occidentales de Tunis, dans le faubourg de Bab El Jazira. Elle est construite en 1252 sur instructions de la princesse hafside Atf.

## Mosquée El Koubba
Cette mosquée est située au numéro 41 de la rue Tourbet El Bey.

## Mosquée Harmel
Cette mosquée est située sur la rue des Teinturiers.

## Mosquée La Sabkha
Cette mosquée est située au sud de la médina, dans le faubourg de Bab El Jazira.

## Mosquée Youssef Dey

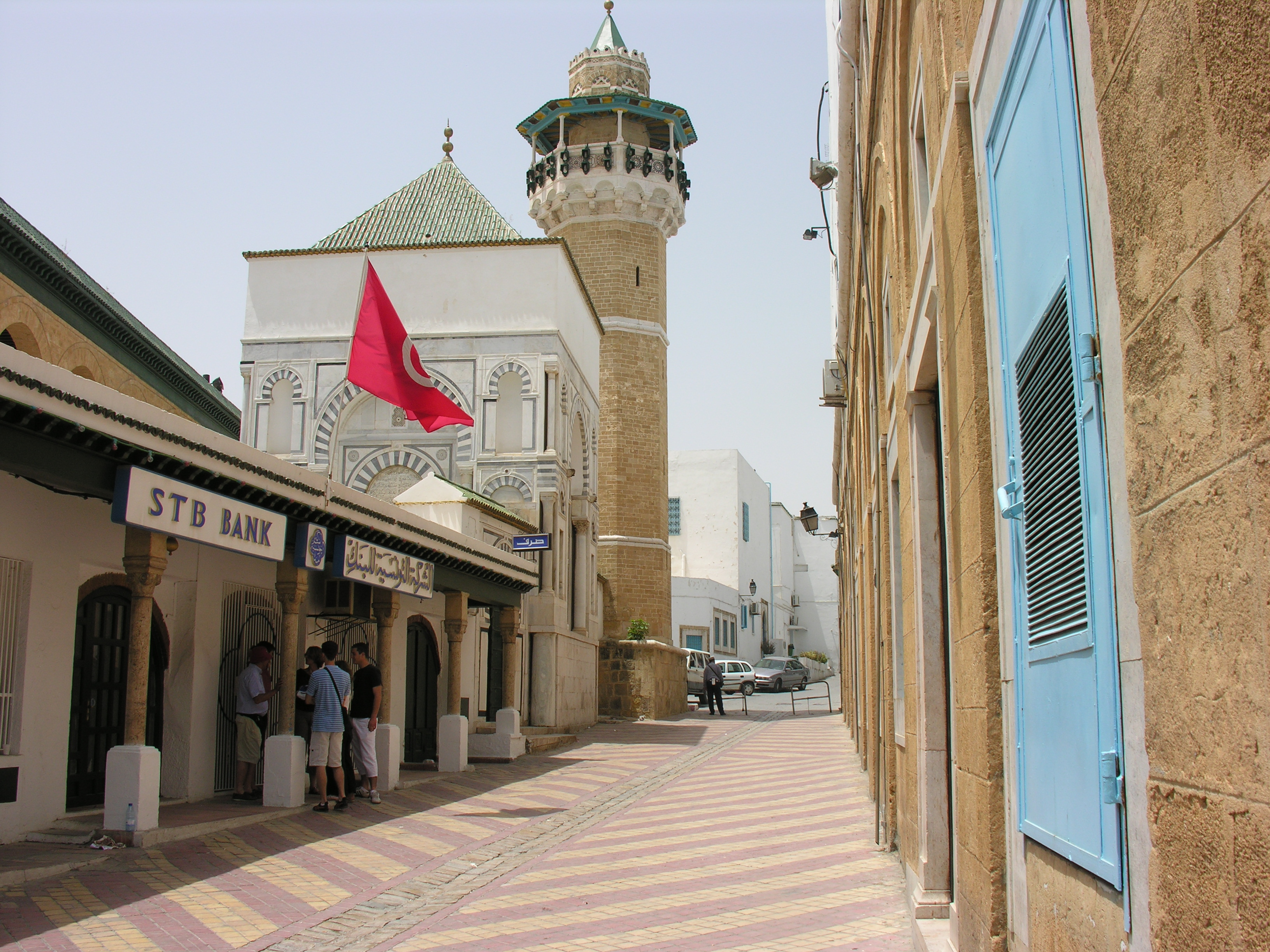
Mosquée Youssef Dey.

Aussi connue sous le nom de mosquée Sidi Youssef, la mosquée Youssef Dey est la première à être construite sous le règne ottoman, soit en 1612, sous le règne de Youssef Dey. Elle abrite le tombeau de son fondateur.

## Mosquée Sidi Mahrez

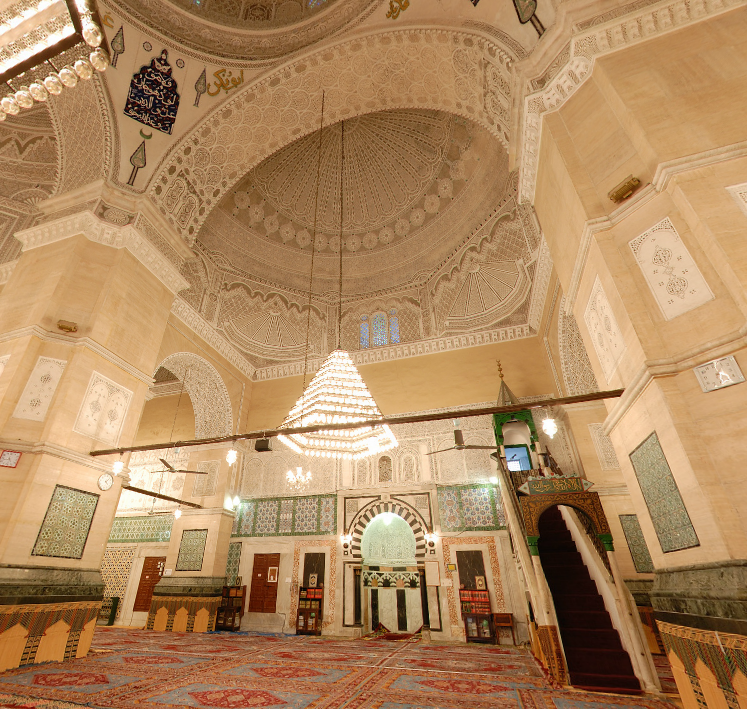
Mosquée Sidi Mahrez.

Considérée comme la plus belle mosquée de Tunis, la mosquée Sidi Mahrez se situe sur la rue du même nom. La zaouïa de Sidi Mahrez, saint patron de la médina, se trouve en face du bâtiment.

## Mosquée Soubhan Allah
Cette mosquée est située dans le quartier de Bab Souika, le faubourg nord de la médina.